# Емиграция от България в 21 век
Република България се слави с многобройните си природни дадености, гостоприемство, българската роза и големият брой емигранти през последните години. Това се дължи на икономическата криза, която може би никога не е напускала страната след преодоляване на комунизма. Друга причина, която кара българите да напускат страната си, е "широко разпространеното разочарование от няколко последователни правителства, корупцията и неспособността на страната да се освободи от съветското влияние. Лошата икономическа среда, ниските заплати, корупцията, лошата образователна система, шуробаджанащина са едни от многото причини за тенденцията през последните години за намаляване на броя на населението на страната.

## Емиграция от България 21 век
Тенденцията през последните години е все по-голяма част от висшистите да работят извън сферата на своето образование. 867 лв. е средният осигурителен доход на завършилите висше образование в България, а делът на регистрираните безработни сред тях е 3,77%. Най-добра реализация – почти 100%, имат студентите, завършили в професионални направления Медицина, Фармация, Стоматология и Военно дело, а най-висок процент безработни има при завършилите направление Животновъдство. Емигрирайки голяма част висшистите на Република България намират реализация в много по-добра среда с много по добро заплащане. Над 480 хиляди българи или 20% от хората в трудоспособна възраст са емигрирали в чужбина, като двете най-желани дестинации са Германия и Великобритания, показват данните за 2013 година. По-високият стандарт в чужбина и високото заплащане за мнозинството са водещи стимули, а и също така желанието да осигурят финансова сигурност на семействата и близките си. През 2013 г. месечният доход на българите в чужбина е бил 1606 евро, докато през 2011 г. е бил 896 евро месечно, а през 2007 г. – 810 евро. Близо една трета от емигриралите печелят над 2000 евро на месец, а други 24% взимат между 1600 и 2000 евро.
Според статистиката на Евростат най-богатите 20% от българите имат по-нисък среден доход от най-бедните 20% от хората във Великобритания, Франция, Германия или някоя от другите богати европейски държави. Над три пъти са се увеличили българите, които искат да се преселят в друга европейска страна през 2011 г. в сравнение с 2007 г. Докато при влизането на България в Европейския съюз емигрантите са посочвали като причина професионалната реализация и семейните причини, за да се установят в чужбина.
След повече от десетилетие след връхът на емиграцията от България след падането на комунизма много от най-предприемчивите и най-образованите млади в страната все още се опитва да намери по-добър живот в чужбина. Въпреки квалифицира като икономисти, инженери или филолози, много от тях в крайна сметка, поне да се започне с-в черната работа във ферми или в хотели в чужбина. Въпреки съобщенията, изпратени от дома често са изненадващо весел, оставяйки своите съвременници, които останаха зад с чувство за пропусната възможност и дори изоставяне.
Национален статистически институт на България поставя брутната годишна емиграция след 1995 г. средно с 50 000-около 0,6% от сегашното население. Някои 40 000 българи са оценени на живеещите в самостоятелно Великобритания; търсенето на визи все още расте. Много вестници в България рекламират „гарантирано виза“ услуги, често измамни, на която някои кандидати са готови да прекарат до заплатите шест месеца. Според скорошно проучване на студенти в София, столицата на България, предполага, че 15% от тях планират да напуснат страната, но и в по-малките градове и в селата цифрата вероятно е много по-висока.
Като пример може да се посочи град Троян, с население от 25 000 някои 120 км (75 мили) източно от София. Необичайно, повечето от неговите фабрики са останали отворени, въпреки че те работят при намален капацитет и да поемат много малко нови работници. За тези, достатъчно късмет намерят работа, заплатите са ниски: началната заплата на учител е около 100 евро ($ 108) на месец. Кина и нощни клубове на града са всички затворени. Социален живот е почти нулева.
Имиграцията предизвиква доста сериозни проблеми в страните от цяла Европа, но няма такъв проблем в България. Страната страда повече от собствените си хора, които напускат страната си, отколкото от други и в: шепа китайски и още няколко бежанци от Армения или Афганистан. Процесът на масовата емиграция от България започва в началото на 1990-те години и продължава в наши дни. Въпреки това, с течение на времето, все по-малко хора са готови напълно да променят живота си, само за да се преместят в друга държава. Повечето от работната сила, които искаха да напуснат България не изчака страната да се присъедини към ЕС. Първият голям успех навън поток е роден, когато социалистическия режим се срина през 1989 г. Тази вълна от емигранти се състои главно от цели семейства. Те се установяват в САЩ, Франция или европейски държави да започнат нов живот, никога да не се върне отново в България.
Според статистиката, всяка година около 27 хиляди души напускат страната.

## Финансови мотиви
Икономическа криза избухва в средата на 1990-те години, което предизвика втора вълна на имиграция, най-вече, състояща се от мъже на средна възраст. Много от тях временно настанява в, Германия, Холандия и Испания, от където те ще изпратят част от заплатите си у дома в България. По това време, всеки български семейство с един от своите членове в Европа, за да ги подкрепят финансово и да се уверите, те биха могли да се запази закупуване на храна и дрехи. Оставянето чужбина е цел сама по себе си, което в някои случаи води до хора, които приемат на възползва от ситуацията. От 1998 г., икономиката е във възход. Увеличаване на заплатите са позволени изгнаници работници да се върнат при семействата си и да напуснат приемащата страна. В същото време, друга част от населението започна да мисля за напускане: млади, амбициозни и квалифицирани българи. Тази група от младежи, има трудности договаряне разумни заплати в България, но може лесно да си намерят работа в Европа и Съединените щати. Те само трябва да се преодолеят, за да потенциални пречки: голяма вероятност да бъдат третирани като второкласни граждани и поръчител, че те ще трябва да пропусне техните семейства. В резултат на това само много малко хора в днешно време прекарват дните си мисля за постоянна емиграция. Тези, които наистина иска да напусне не изчака момента България се присъедини към ЕС, докато по останалата ще видите възможности в чужбина, но най-вече временно. Професионален опит в чужбина, прави добри пари и е добър актив да се включи в CV. Език образованието е основен инструмент за младите хора да пътуват в чужбина и немски изглежда е сред любимите езици освен английски.

## Обмен със САЩ
Университетските работни проекти в САЩ са съществували в продължение на повече от десетилетие, много преди присъединяването на България към Европейския съюз. Специализирани агенции за набиране на персонал съответстват на студенти с работодатели в САЩ, въпреки че по-голямата част от работните места не са много тясно свързани с проучване достояние на българската заявителя. Повечето от наличните работни места са пазачи живот в басейна, бар или кухненския персонал, или касиери на заведения за бързо хранене. Получаване на виза САЩ изглежда е въпрос на късмет, и първа и последна година студенти могат да имат затруднения успешно кандидатстване за виза. В САЩ има тенденция да се приемат само студенти, които е вероятно да се върне в края на тяхната заетост. Студенти първа година може да бъде рисковано, тъй като те биха могли да са изписани до университета, само за да стигнете до САЩ, докато учениците последните години могат да пребивават в САЩ вместо да се завърне в България, за да завършат образованието си.

## Обратна миграция
Обратната миграция към България се е ускорил през последните години, движени от свързани с кризата фактори, тъй като българската емиграция е до голяма степен към засегнатите от кризата страни като Гърция, Испания и Обединеното кралство, според последния доклад на ОИСР за международна миграция Outlook. Икономическия растеж на България е намалял от предкризисното си темпо и намаляващото търсене обезсърчава чуждестранна трудовата миграция и други Миграционните потоци, се казва в доклади издаден на 13 юни 2013 година.
Броят на разрешения за постоянно пребиваване, издадени на чужди граждани е падане от върха си от 4600 през 2008 г., до 3200 през 2011 година. Придобиване на дълготрайни разрешения за пребиваване, при 19 300, също остава под нивата от преди кризата. Турция (1140 и 5450) и Руската федерация (220 и 3780) водеше в нови издадени разрешителни и в двата случая през 2011. Само 600 разрешения за работа са издадени през 2011 г., което представлява намаление от 770 през 2010 г., се казва в доклада на ОИСР. Икономическата ситуация не е повлияла на заявления за българското гражданство от чуждестранни граждани от български произход. Броят на новорегистрираните натурализирани български граждани достигна рекордните от 18 470 през 2011 г., до 4000 от 2010. Броят на чуждестранните студенти, нараства през последните десет години, достигна нов връх от 11 080 през 2011 – 12 учебна година, като повечето от Турция (5000) и Гърция (1900). Чуждестранните студенти са едва 4.1 на сто от всички ученици. Убежището е ограничено явление в България, с 900 кандидати през 2011 г. Според България за 2011 г. преброяване на населението, 36 700 чужденци живеят постоянно в България, което представлява 0.5 на сто от населението, повече, отколкото през 2001 г. Най-много чужденци са граждани на европейски държави извън ЕС.
Преброяването показа бърз спад на населението на България, една трета от които се дължат на международната емиграция (175 200 души за период на 2001 – 11 преброяване). Данните от приемащите страни показват значителна краткосрочна и сезонна отлив, оценена на между 300 000 и 400 000. Според изследване на 1000 анкетирани през 2011, 12 процента са заявили, че биха емигрирали веднъж ограничения на свободното движение в ЕС бяха премахнати, а три на сто увеличение спрямо 2009 г. Друг 28 на сто възнамеряват да работят или учат в чужбина за определен период от време.
Миграция от България през последните десет години се водеше от специалисти по информационни технологии, а сега лекарите и висококвалифициран медицински персонал ранг висока. Броят на българите, които се връщат, се увеличава от 9500 на 2006 г. до 15 300 през 2008 г. и 23 800 през 2010. Според преброяването през 2011 г., 191 400 българи се завръщат в България след повече от една година в чужбина през периода 1980 – 2011.
Броят на румънците и българите, работещи в Обединеното кралство е намалял с 4000, тъй като ограниченията за работа бяха отменени през януари, но е с 29 000 в сравнение с преди една година, цифрите показват. Службата за национална статистика цифрите показват 140 000 заети в Обединеното кралство между януари и март 2014 година. На 1 януари, българите и румънците, придобити от същите права да работят в Обединеното кралство, както и другите граждани на ЕС. Премиерът Дейвид Камерън заяви пред депутатите, че редукцията е „забележително“.